# اریک گرانفلت
اریک گرانفلت (انگلیسی: Erik Granfelt; ۱۷ نوامبر ۱۸۸۳ – ۱۸ فوریهٔ ۱۹۶۲) ژیمناست و ورزشکار طناب‌کشی اهل سوئد بود.
وی در مسابقات کشوری و بین‌المللی در مجموع برندهٔ ۱ مدال طلا، ۱ مدال برنز شده‌است.